# Lista de presidentes do Benim
Esta é a lista de presidentes do Benim (antigo Daomé) desde a formação do cargo em 1960, até os dias atuais.
Um total de sete pessoas serviram como presidentes (sem contar os presidentes em exercício, titulares militares e presidência coletiva). Além disso uma pessoa, Mathieu Kerékou, serviu em duas ocasiões consecutivas.

## Lista de chefes de Estado (1960 - Presente)
| №                                      | Retrato                        | Nome                                                                        | Mandato                        | Mandato                            | Partido                        | Eleição                        |
| República do Daomé (1960-1975)         | República do Daomé (1960-1975) | República do Daomé (1960-1975)                                              | República do Daomé (1960-1975) | República do Daomé (1960-1975)     | República do Daomé (1960-1975) | República do Daomé (1960-1975) |
| -------------------------------------- | ------------------------------ | --------------------------------------------------------------------------- | ------------------------------ | ---------------------------------- | ------------------------------ | ------------------------------ |
| 1                                      |                                | Hubert Maga (1916-2000)                                                     | 1 de agosto de 1960            | 28 de outubro de 1963 (Deposto)    | RDD                            | 1960                           |
| -                                      |                                | Christophe Soglo (Chefe de Governo Provisório) (1909-1983)                  | 28 de outubro de 1963          | 25 de janeiro de 1964              | Militar                        | —                              |
| 2                                      |                                | Sourou-Migan Apithy (1913-1989)                                             | 25 de janeiro de 1964          | 27 de novembro de 1965 (Renunciou) | PDD                            | 1964                           |
| -                                      |                                | Justin Ahomadégbé-Tomêtin (Interino) (1917-2002)                            | 27 de novembro de 1965         | 29 de novembro de 1965             | PDD                            | —                              |
| -                                      |                                | Tahirou Congacou (Interino) (1911-1983)                                     | 29 de novembro de 1965         | 22 de dezembro de 1965 (Deposto)   | PDD                            | —                              |
| 3                                      |                                | Christophe Soglo (1909-1983)                                                | 22 de dezembro de 1965         | 19 de dezembro de 1967 (Deposto)   | Militar                        | —                              |
| -                                      |                                | Jean-Baptiste Hachème (Presidente do Comitê Revolucionário) (1929-1998)     | 19 de dezembro de 1967         | 20 de dezembro de 1967             | Militar                        | —                              |
| -                                      |                                | Maurice Kouandété (Interino) (1923-2003)                                    | 20 de dezembro de 1967         | 21 de dezembro de 1967             | Militar                        | —                              |
| -                                      |                                | Alphonse Alley (Interino) (1930-1987)                                       | 21 de dezembro de 1967         | 17 de julho de 1968                | Militar                        | —                              |
| 4                                      |                                | Émile Derlin Zinsou (1918-2016)                                             | 17 de julho de 1968            | 10 de dezembro de 1969 (Renunciou) | Independente                   | 1968                           |
| -                                      |                                | Maurice Kouandété (Chefe de Estado-Maior do Exército) (1923-2003)           | 10 de dezembro de 1969         | 13 de dezembro de 1969             | Militar                        | —                              |
| -                                      |                                | Paul-Émile de Souza (Presidente do Diretório) (1916-2000)                   | 13 de dezembro de 1969         | 7 de maio de 1970                  | Militar                        | —                              |
| (1)                                    |                                | Hubert Maga (Presidente do Conselho Presidencial) (1916-2000)               | 7 de maio de 1970              | 7 de maio de 1972                  | RDD                            | —                              |
| (2)                                    |                                | Justin Ahomadégbé-Tomêtin (Presidente do Conselho Presidencial) (1917-2002) | 7 de maio de 1972              | 26 de outubro de 1972 (Deposto)    | PDD                            | —                              |
| 5                                      |                                | Mathieu Kérékou (1933-2015)                                                 | 26 de outubro de 1972          | 30 de novembro de 1975             | Militar                        | —                              |
| República Popular do Benim (1975-1990) |                                |                                                                             |                                |                                    |                                |                                |
| 5                                      |                                | Mathieu Kérékou (1933-2015)                                                 | 30 de novembro de 1975         | 1 de março de 1990                 | PRPB                           | 1980 1984 1989                 |
| República do Benim (1990-presente)     |                                |                                                                             |                                |                                    |                                |                                |
| (5)                                    |                                | Mathieu Kérékou (1933-2015)                                                 | 1 de março de 1990             | 4 de abril de 1991                 | PPRB                           | —                              |
| 6                                      |                                | Nicéphore Soglo (n.1934)                                                    | 4 de abril de 1991             | 4 de abril de 1996                 | RB                             | 1991                           |
| (5)                                    |                                | Mathieu Kérékou (1933-2015)                                                 | 4 de abril de 1996             | 4 de abril de 2006                 | Independente/FARD-Alafia       | 1996 2001                      |
| 7                                      |                                | Thomas Boni Yayi (n.1951)                                                   | 4 de abril de 2006             | 4 de abril de 2016                 | Independente                   | 2006 2011                      |
| 8                                      |                                | Patrice Talon (n.1958)                                                      | 4 de abril de 2016             | em exercício                       | Independente                   | 2016 2021                      |